# Deserto del Sahara centrale
Il deserto del Sahara centrale è un'ecoregione, definita dal WWF (codice ecoregione: PA1327), che si estende attraverso Algeria, Ciad, Egitto, Libia, Mali, Mauritania, Niger e Sudan, appartenente all'ecozona paleartica.

## Territorio
È un'ecoregione di deserto che occupa 4 639 900 chilometri quadrati nella zona centrale più arida del Sahara, dove le precipitazioni sono minime e sporadiche, con valori al di sotto dei 25 mm annui. La regione è situata tra i 18 e i 30° nord; confina a nord e ad ovest con la steppa del Sahara settentrionale, ad est con il deserto costiero del mar Rosso e a sud con la steppa e savana alberata del Sahara meridionale.
Copre il nord-est della Mauritania, il nord di Mali, Niger e Ciad, il sud dell'Algeria, il centro e il sud di Libia ed Egitto e il nord-ovest del Sudan, fatta eccezione per varie depressioni saline che costituiscono le saline del Sahara, l'altopiano del Tassili n'Ajjer, incluso nella boscaglia xerofila del Sahara occidentale, il massiccio del Tibesti e il monte Uweinat, che costituiscono le boscaglie xerofile montane del Tibesti-Jebel Uweinat, e la valle inferiore del Nilo, che corrisponde alla savana alluvionale del delta del Nilo.
La geologia dell'ecoregione è molto varia: presenta vaste distese di dune di sabbia, altopiani rocciosi, pianure ghiaiose, valli aride e distese saline.

## Flora
La flora del Sahara centrale è molto povera: è stato stimato che comprenda solamente 500 specie. Data l'enorme estensione dell'area, questo numero è davvero molto basso. È costituita soprattutto da xerofite e piante effimere (anche note localmente come Acheb), mentre nelle aree più umide allignano anche alofite. Tra i rappresentanti della flora figurano un'intera famiglia quasi endemica, un gran numero di generi monotipici isolati tassonomicamente sia di ampia che di ristretta distribuzione, e forse ben 162 specie endemiche. I generi monotipici lasciano suggerire una probabile origine cenozoica seguita dall'estinzione delle forme ad essi imparentate. La vegetazione si sviluppa quasi unicamente lungo gli uidian e nelle dayas (depressioni relativamente umide, non salate), dove crescono Acacia sp., Tamarix sp. e Calotropis procera. Dove vi è abbastanza acqua sotterranea, le distese di hammada sono ricoperte da Acanthorrhinum ramosissimum ed Ononis angustissima.

## Fauna
Considerando le condizioni di estrema aridità, la fauna del Sahara centrale è più ricca di quanto si creda generalmente. In questa ecoregione vivono 70 specie di mammiferi, 20 delle quali di grandi dimensioni. Vi sono inoltre 90 specie di uccelli stanziali e circa 100 specie di rettili. Anche gli artropodi sono numerosi, specialmente le formiche. Una specie di uccello (Oenanthe monacha) è considerata endemica dell'ecoregione, così come una specie di serpente fossorio (Myriopholis lanzai). Tuttavia, data la vastità dell'ecoregione, il numero di specie endemiche è molto limitato.
Probabilmente in passato l'ecoregione era popolata dall'addax (Addax nasomaculatus) e da piccoli gruppi di orice dalle corna a scimitarra (Oryx dammah), specie entrambe gravemente minacciate e attualmente scomparse dalla regione. Tuttavia, forse è ancora possibile rinvenire in piccolo numero altre antilopi del deserto, come la gazzella bianca (Gazella leptoceros), la gazzella dama (Nanger dama) e la gazzella dalla fronte rossa (Eudorcas rufifrons).

## Popolazione
La popolazione umana del Sahara centrale è estremamente scarsa e distribuita in modo disomogeneo, a causa delle condizioni ambientali proibitive e della quasi totale assenza di risorse idriche. I pochi insediamenti permanenti si trovano principalmente presso oasi, depressioni o aree in cui è possibile accedere a falde acquifere sotterranee, come nelle celebri città-oasi di Tamanrasset (Algeria), Bilma (Niger) e Kufra (Libia). La maggior parte dell'ecoregione è sostanzialmente disabitata, fatta eccezione per piccoli gruppi di pastori nomadi o semi-nomadi, tra cui Tuareg, Tubu e gruppi arabi, che si spostano con le loro greggi di cammelli, capre e pecore alla ricerca di pascoli e pozzi d'acqua.
Le attività tradizionali della popolazione sono storicamente legate al nomadismo pastorale, alla raccolta di piante spontanee (come i frutti della palma da dattero nelle oasi) e, dove possibile, a una limitata agricoltura di sussistenza nelle rare zone irrigate. La vita nei centri o nei campi nomadi ruota attorno alle fonti d'acqua e ai traffici delle antiche rotte carovaniere, che collegavano il Sahara alle regioni subsahariane e al Mediterraneo. Attualmente, però, i cambiamenti climatici, la progressiva desertificazione e la pressione su pozzi e pascoli stanno erodendo le basi della vita nomade, spingendo molte famiglie verso insediamenti più stabili o verso le periferie dei centri urbani ai margini del deserto.
La densità di popolazione resta una delle più basse del pianeta: in molte aree, vaste centinaia di chilometri quadrati non si trova alcuna traccia di presenza umana stabile. Laddove il deserto si fonde con le aree marginali più favorevoli, si trovano villaggi, piccole città e alcune rotte commerciali e di trasporto moderno, ma l'impatto umano diretto sull'ecoregione centrale resta estremamente limitato, con la notevole eccezione delle oasi e delle zone di transizione ai margini del deserto. In queste aree, la pressione sulle risorse idriche, la coltivazione intensiva delle palme da dattero e l'allevamento hanno comportato in alcuni casi fenomeni di sovrasfruttamento e di degradazione ambientale. Nel complesso, però, il Sahara centrale rimane uno degli ambienti più remoti e meno popolati della Terra.

## Conservazione

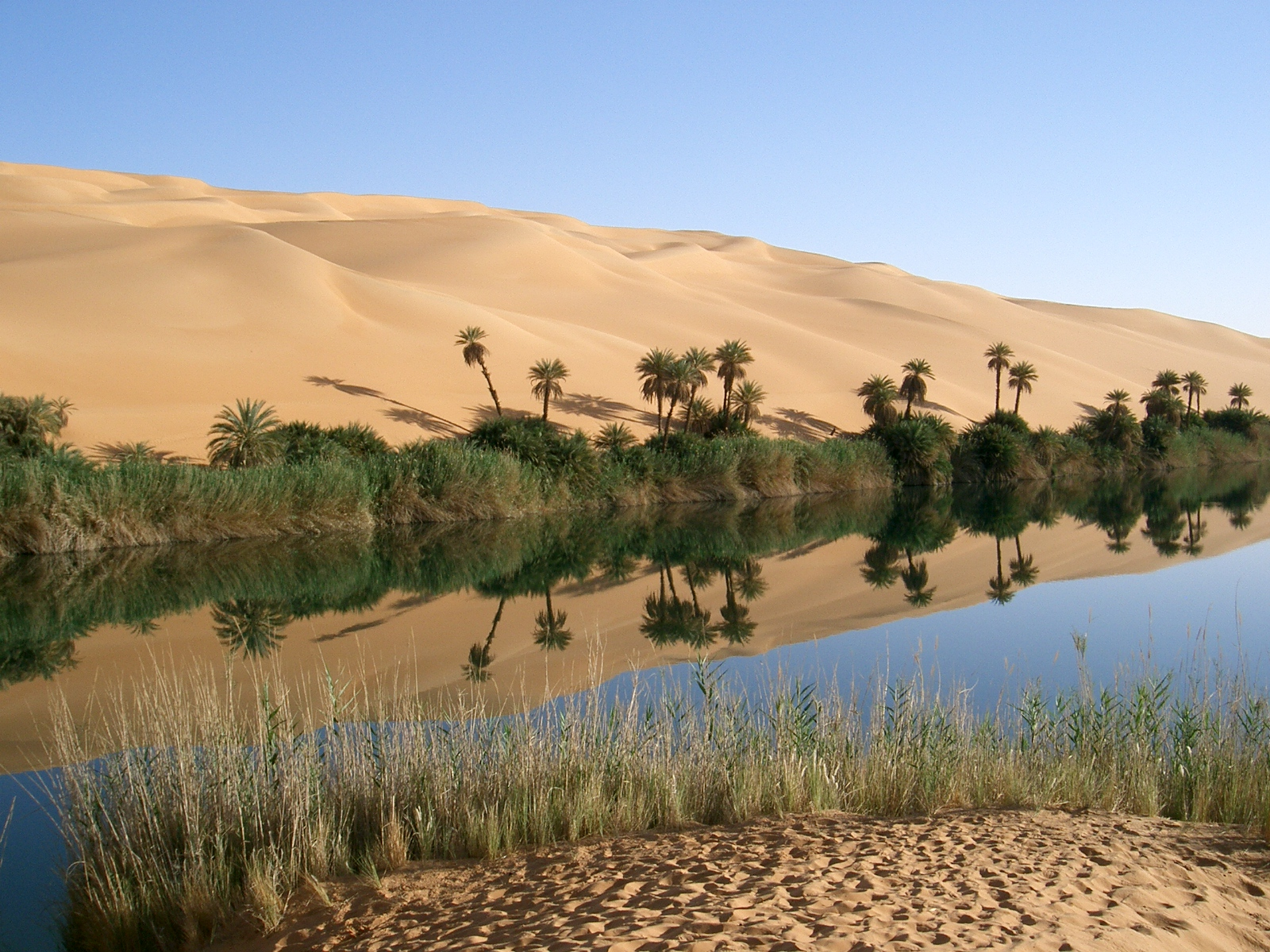
Oasi di Ubari, Libia

Il Sahara è stato una delle prime regioni dell'Africa in cui è stata introdotta l'agricoltura. Circa 5000 anni fa, l'area non era così arida e la vegetazione che la ricopriva era simile a quella di una savana. È possibile farsi un'idea della fauna ivi presente osservando i graffiti rupestri lasciati dagli antichi abitanti. Tuttavia, verso il 3000 a.C. ebbe inizio un processo di desertificazione che ha trasformato la regione, dandole l'aspetto che vediamo oggi.
Gran parte del Sahara è ancora incontaminata. Le aree più deteriorate dall'azione dell'uomo sono quelle in cui è presente l'acqua, come le oasi o i margini del deserto, dove quasi ogni anno cade un po' di pioggia. In queste aree, animali come gli addax, le orici dalle corna a scimitarra e le otarde sono stati sterminati dalla caccia eccessiva a scopo alimentare. In tutto il Sahara è presente un'unica area protetta: la riserva naturale di Zellaf in Libia.